# Maghnia
Maghnia là một đô thị thuộc tỉnh Tlemcen, Algérie. Dân số thời điểm năm 2002 là 96.302 người.